# Challenger de Milán
El Aspria Tennis Cup Trofeo City Life es un torneo profesional de tenis disputado en pistas de polvo de ladrillo. Pertenece al ATP Challenger Tour. Se juega desde el año 2006 sobre tierra batida en Milán, Italia.

## Palmarés

### Individuales
| Año  | Campeón                | Finalista            | Resultado        |
| ---- | ---------------------- | -------------------- | ---------------- |
| 2024 | Federico Agustín Gómez | Filip Cristian Jianu | 6-3, 6-4         |
| 2023 | Facundo Díaz Acosta    | Matteo Gigante       | 6-3, 6-3         |
| 2022 | Federico Coria         | Francesco Passaro    | 7-6(2), 6-4      |
| 2021 | Gian Marco Moroni      | Federico Coria       | 6-3, 6-2         |
| 2020 | No se disputó          | No se disputó        | No se disputó    |
| 2019 | Hugo Dellien           | Danilo Petrovic      | 7-5, 6-4         |
| 2018 | Laslo Djere            | Gianluca Mager       | 6-2, 6-1         |
| 2017 | Guido Pella            | Federico Delbonis    | 6-2, 2-1 ret.    |
| 2016 | Marco Cecchinato       | Laslo Djere          | 6-2, 6-2         |
| 2015 | Federico Delbonis      | Rogerio Dutra Silva  | 6-1, 7-6(6)      |
| 2014 | Albert Ramos           | Pere Riba            | 6-3, 7-5         |
| 2013 | Filippo Volandri       | Andrej Martin        | 6-3, 6-2         |
| 2012 | Tommy Robredo          | Martín Alund         | 6–3, 6–0         |
| 2011 | Albert Ramos           | Evgeny Korolev       | 6–4, 3–0, ret.   |
| 2010 | Frederico Gil          | Máximo González      | 6–1, 7–5         |
| 2009 | Alessio di Mauro       | Vincent Millot       | 6–4, 7–6(3)      |
| 2008 | Teymuraz Gabashvili    | Diego Hartfield      | 6–4, 4–6, 6–4    |
| 2007 | Santiago Ventura       | Victor Hănescu       | 6–3, 7–5         |
| 2006 | Wayne Odesnik          | Arnaud di Pasquale   | 5–7, 6–2, 7–6(5) |

### Dobles
| Año  | Campeones                               | Finalistas                                 | Resultado            |
| ---- | --------------------------------------- | ------------------------------------------ | -------------------- |
| 2024 | Andre Begemann Jonathan Eysseric        | Petr Nouza Patrik Rikl                     | 2–6, 6–4, [10–6]     |
| 2023 | Jonathan Eysseric Denys Molchanov       | Théo Arribagé Luca Sanchez                 | 6–2, 6–4             |
| 2022 | Luciano Darderi Fernando Romboli        | Diego Hidalgo Cristian Rodríguez           | 6–4, 2–6, [10–5]     |
| 2021 | Vít Kopřiva Jiří Lehečka                | Dustin Brown Tristan-Samuel Weissborn      | 6–4, 6–0             |
| 2020 | No se disputó                           | No se disputó                              | No se disputó        |
| 2019 | Tomislav Brkić Ante Pavić               | Andrei Vasilevski Andrea Vavassori         | 7-6(6), 6-2          |
| 2018 | Julian Ocleppo Andrea Vavassori         | Gonzalo Escobar Fernando Romboli           | 4-6, 6-1, [11-9]     |
| 2017 | Tomasz Bednarek David Pel               | Filippo Baldi Omar Giacalone               | 6-1, 6-1             |
| 2016 | Miguel Ángel Reyes-Varela Max Schnur    | Alessandro Motti Peng Hsien-yin            | 1-6, 7-6(4), [10-5]  |
| 2015 | Nikola Mektić Antonio Šančić            | Christian Garin Juan Carlos Saez           | 6-3, 6-4             |
| 2014 | Guillermo Durán Máximo González         | James Cerretani Frank Moser                | 6–3, 6–3             |
| 2013 | Marco Crugnola Daniele Giorgini         | Alex Bolt Hsien-yin Peng                   | 4-6, 7-5, 10-8       |
| 2012 | Nicholas Monroe Simon Stadler           | Andrey Golubev Yuri Schukin                | 6–4, 3–6, [11–9]     |
| 2011 | Adrián Menéndez Simone Vagnozzi         | Andrea Arnaboldi Leonardo Tavares          | 0–6, 6–3, [10–5]     |
| 2010 | Daniele Bracciali Rubén Ramírez Hidalgo | James Cerretani Jeff Coetzee               | 6–4, 7–5             |
| 2009 | Yves Allegro Daniele Bracciali          | Manuel Jorquera Francesco Piccari          | 6–4, 6–2             |
| 2008 | Yves Allegro Horia Tecău                | Juan-Martín Aranguren Marc Fornell-Mestres | 6–4, 6–4             |
| 2007 | Fabio Colangelo Martín Vilarrubi        | Alessandro da Col Manuel Jorquera          | 6–7(2), 7–6(8), 10–8 |
| 2006 | Giorgio Galimberti Harel Levy           | Frederico Gil Juan Albert Viloca           | 6–3, 6–3             |